# Magyar–Zsidó Könyvtár
A Magyar–Zsidó Könyvtár egy 20. század eleji magyar judaisztikai könyvsorozat volt. Az egyes kötetek A Magyar–Zsidó Könyvtár Kiadóvállalat gondozásában Budapesten jelentek meg 1906-ban, és a következők voltak:
- 1. Szabolcsi Miksa. Gyöngyszemek a Talmudból és a Midrasból. (80 l.)
- 2. Révész Béla. Rejtett útakon. (78, 1 l.)
- 3. Patai József. Héber költők. Szemelvények az új-héber költészetből. (80 l.)
- 4. Zangwill elbeszélései. Fordította Gábor Andor. (74, 1 l.)
- 5–6. Chanuka. Dr. Hevesi Simon, dr. Kiss Arnold, dr. Feleki Sándor, dr. Hajdú Miklós, dr. Molnár Jenő, dr. Fehér Jenő, dr. Weissburg Gyula, dr. Strauss Adolf, Gergely Győző, Háber Samu, Hazai Hugó, Roboz Andor, Gerő Attila, Telekes Béla stb. közleményeivel.
- 7. Kiss Arnold. Ifjak és öregek. Novellák. (82 l.)
- 8. Sárándy István. A kétfejű ember és egyéb elbeszélések.
- 9. Blau Lajos, dr. Zsidó bűvészet a legrégibb kortól a jelenkorig. (78 l.)
- 10. Feleki Sándor. Idegen költőkből. (67, 2 l.)
- 11. Bernstein Béla, dr. 1848. és a magyar zsidók. (84 l.)
- 12. Hajdú Miklós. Képek és rajzok. (76 l.)
- 13. Hajós Mihály. Ghetto képek. (63, 1 l.)
- 14. Perec I. L. elbeszéléseiből. A szerző arcképével. Fordította és bevezetéssel ellátta Bolgár Mózes. (63, 1 l.)